# Pedro Contreras
Pedro Contreras González (født 7. januar 1972 i Madrid, Spanien) er en tidligere spansk fodboldspiller (målmand). Han var i en årrække reservemålmand for Real Madrid.

## Klubkarriere
Contreras, der blev født i Madrid, startede sin seniorkarriere hos Real Madrid, hvor han også spillede som ungdomsspiller. I de første mange år af sin tid, spillede hand på klubbens andethold, Castilla. Midt i 1990'erne blev han hentet op til førsteholdet, men var gennem hele sin tid i klubben reservemålmand, og nåede kun fire kampe i La Liga for klubben.
I 1999 skiftede han til Málaga CF, hvor han til gengæld blev fast mand, og vogtede andalusernes mål de følgende fire sæsoner. Han var med klubben med til at vinde Toto Cuppen i 2002, og dermed kvalificere sig til den følgende udgave af UEFA Cuppen. I 2003 skiftede han til Real Betis fra Sevilla, hvor han spillede de følgende fire sæsoner. Han var blandt andet med til at spille Champions League med klubben i 2005-06-sæsonen. Han sluttede sin karriere med en sæson hos Cádiz CF.

## Landshold
Contreras havde svært ved at komme på det spanske landshold, hvor spillere som Andoni Zubizarreta, Santiago Cañizares og Iker Casillas igennem hans karriere stod foran ham i køen. Han fik én landskamp, en venskabskamp mod Paraguay 16. oktober 2002. Han var en del af det spanske trup til VM i 2002 i Sydkorea og Japan. Han var dog i hele turneringen reserve for Iker Casillas, og kunne fra bænken se spanierne blive slået ud i kvartfinalen.